# Unghöger
Även slanguttryck för Moderata ungdomsförbundet.
Unghöger är en förmodligen omkring början av 1900-talet i bruk kommen och sedan ofta använd svensk politisk beteckning. I dagligt tal tillämpades emellertid beteckningen ursprungligen på två ganska olikartade riktningar, av vilka den ena aldrig använde den om sig själv, den andra åter gjorde uteslutande anspråk därpå. Under perioden 1946-69 var unghögern en vanlig vardaglig benämning på dåvarande Högerns ungdomsförbund.

## Den upsalienska unghögern
Den förra uppkom ursprungligen i Uppsala i slutet av 1890-talet, där den mottog stark påverkan av Harald Hjärne. Som dess egentlige upphovsman torde Gustaf Hazelius vara att anse. Sitt huvudsakliga organ hade riktningen från 1911 och framåt i Svensk tidskrift (sedermera en tidskrift partitrogen moderaterna), vars redaktionella ståndpunkt dåförtiden angetts att oberoende av de särskilda politiska partiernas program vara 
| ” | ...den svenska statens inre och yttre styrka och statsarbetets effektivitet till stöd för landets gemensamma uppgifter, till vård om rikets internationella ställning och till statsintressets befrämjande emot alla enskilda partiers och klassers övergrepp eller oberättigade anspråk. | „ |

En mera framträdande roll inom riktningen torde ha spelats av professorerna
Eli F. Heckscher och Karl Jakob Herman Hallendorff, direktör V. Söderberg;, förste arkivarien Herman Brulin, docenten Gösta Bagge m.fl.

## Den göteborgska unghögern
Den andra riktningen, den egentliga unghögern, leder sitt ursprung från Göteborg, och som dess andlige lärofäder är att anse professorerna
Vitalis Norström (särskilt genom hans Tankelinjer) och Rudolf Kjellén. Dess förnämsta organ var länge Göteborgs Aftonblad och sedan även den av direktör Adrian Molin utgivna tidskriften Det nya Sverige. Bland riktningens politiska skriftställare var även att märka medarbetaren i Göteborgs Dagblad direktör Hjalmar Haralds. 
Själva begreppet unghöger som en bestämd politisk fackterm torde för första gången ha framställts 1902 av Kjellén i en tidningsartikel och fastslogs sedermera uttryckligen av honom i februari 1906 i ett tal Den konservativa åskådningen (ingår i Kjelléns skrift Nationell samling s.å.). Närmare upplysningar om riktningens syften och försök till programformuleringar har man att söka dels i nämnda tal, dels i Molins Svenska spörsmål och krav (1905) och i Riket och folket (1916, särskilt i den där intagna tidskriftsartikeln "Unghöger" från 1912). Enligt dessa framställningar skulle kriterierna på en verklig unghögerriktning sökas djupare än bland de dagspolitiska spörsmålen och bottna i livsåskådningar, vilkas djupaste grundstenar hämtats från Vitalis Norströms ovannämnda Tankelinjer. 
Politiskt sett, skulle riktningens centraltanke vara en syntes av traditionellt konservativt statsintresse och folkligt reformarbete. På dess program skulle därför främst stå uppförda moraliska och ekonomiska samhällsfrågor. Riktningen åsyftade ett "Storsverige" inom landets egna gränser, på den materiella produktionens grund, och intog mot all skandinavism en bestämd front. Likaså mot den kvinnliga rösträtten, liksom demokratin överhuvud; i stället förespråkades ett samhälle uppbyggt efter korporativistiska principer. Mot den s.k. "gammalhögern" anslog riktningen inte sällan under sina senare en påfallande aggressiv och kritisk ton. Dess företrädare menade att unghögern ej kunde anses som något parti utan var en "mentalitet", präglad av ett visst mått av antiintellektualism.
Under första världskriget intog unghögern en aktivistisk hållning, såväl i form av en uppslutning på Tysklands sida som i ett ingripande i den finska frigörelsekampen från Ryssland. Härvid stod den i nära förbindelse, bl.a. i form av samarbete i Svensk Lösen, med en del yngre Uppsalaakademiker och med en del socialdemokrater. Härigenom kom den i ett bestämt motsatsförhållande till den förstnämnda riktningen, bland vars mera ledande män flera tvärtom intog en mer eller mindre utpräglad antiaktivistisk ståndpunkt.

Unghögern kan anses vara en föregångare till senare högerextrema rörelser - eller som Adrian Molin själv formulerade det i Svenska Dagbladet 1934:
| ” | Det första samlade uttrycket för en politisk unghögeråskådning var väl mitt ungdomsarbete av år 1905, Svenska spörsmål och krav, som man gott kan karaktärisera som, i sina stora drag ett fascistiskt eller nazistiskt program /.../ femton år före både Mussolini och Hitler. | „ |